# جوردن إي. كرافنز
جوردن إي. كرافنز هو محامي وقاضي وسياسي أمريكي، ولد في 7 نوفمبر 1830 في فريديريكتاون في الولايات المتحدة، وتوفي في 8 أبريل 1914 في فورت سميث في الولايات المتحدة. نشط حزبياً في الحزب الديمقراطي. وقد انتخب عضو مجلس ولاية أركنساس ‏ وانتخب عضو مجلس النواب الأمريكي ‏.